# Balázs Dzsudzsák
Balázs Dzsudzsák (phát âm tiếng Hungary: [ˈbɒlaːʒ ˈd͡ʒud͡ʒaːk]; sinh ngày 23 tháng 12 năm 1986) là một cầu thủ bóng đá chuyên nghiệp người Hungary thi đấu cho câu lạc bộ Debreceni VSC của giải vô địch Hungary. Dzsudzsák bắt đầu nghiệp chơi bóng tại câu lạc bộ quê nhà Debreceni VSC, giành nhiều chức vô địch quốc gia liên tiếp ở mỗi mùa giải thi đấu rồi chuyển đến đội PSV của Hà Lan vào tháng 1 năm 2008, kết thúc mùa giải với danh hiệu Eredivisie. Anh đầu quân cho câu lạc bộ Dynamo Moscow vào năm 2012 sau một quãng thời gian ngắn bị cho mượn tới Anzhi Makhachkala, kế đó gia nhập câu lạc bộ Bursaspor của Thổ Nhĩ Kỳ vào năm 2015 và câu lạc bộ Al Wahda FC của Ả Rập. Dzsudzsák có trận ra mắt tuyển quốc gia Hungary vào năm 2007 và kể từ đó có tới 100 lần ra sân. Anh còn đeo băng thủ quân đội bóng tại giải vô địch bóng đá châu Âu 2016.

## Sự nghiệp cấp câu lạc bộ

### Đầu sự nghiệp
Dzsudzsák vốn là một người có gốc gác Ba Lan, sinh ra ở Debrecen nhưng lớn lên ở Nyírlugos. Anh khởi nghiệp tại Nyíradony Focisuli và được ký hợp đồng bởi Debreceni Olasz Focisuli, một học viện bóng đá dành cho các tài năng nhí và một con đường hướng tới Debreceni VSC. Năm 2004, anh thi đấu cho Létavértes dưới dạng cho mượn tại Nemzeti Bajnokság III, giải hạng 3 của Hungary.

### Debrecen
Dzsudzsák có trận ra mắt giải bóng đá vô địch quốc gia Hungary vào năm 2004. Anh đá hai trận trong mùa giải đầu tiên khoác áo Debrecen. Trong mùa giải thứ hai, anh đá 10 trận và ghi hai bàn thắng. Ở hai mùa bóng kế tiếp, anh chiếm suất đá chính trong đội hình, thi đấu 36 trận và ghi 12 bàn thắng. Anh giành chức vô địch quốc gia Hungary 3 lần vào các năm 2005, 2006 và 2007 cũng như Siêu cúp bóng đá Hungary 3 lần vào các năm 2005, 2006 và 2007.

### PSV Eindhoven

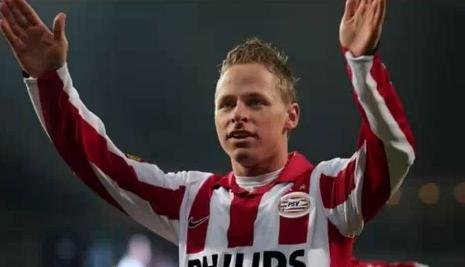
Dzsudzsák trong thời gian thi đấu ở PSV

Ngày 24 tháng 10 năm 2007, Dzsudzsák gia nhập câu lạc bộ PSV của Hà Lan với bản hợp đồng dài 5 năm. Tiền vệ cánh trái này lúc đầu định chuyển đến PSV vào mùa hè năm 2008, mặc dù sự ra đi của Kenneth Perez khỏi đội hình PSV làm đội bóng này phải tăng tốc đưa anh về câu lạc bộ vào tháng 1 năm 2008. Trinh sát viên của PSV là ông Piet de Visser cho biết rằng Dzsudzsák "là một tài năng đáng kinh ngạc. Anh nhanh nhẹn, phối hợp tốt, có thể qua người và đưa ra một đường chuyền hay. Bạn không còn những mẫu cầu thủ như thế này thường xuyên nữa. Anh ấy là một tiền vệ trái hiện đại".
Dzsudzsák có trận ra mắt giải Eredivisie vào ngày 12 tháng 11 năm 2008, trận thắng 1–0 trước Feyenoord; Dzsudzsák nằm trong đội hình 11 cầu thủ ở trận đấu ấy và có 3 cú sút về phía cầu môn đối phương. Ngày thi đấu hôm sau, anh ghi bàn thắng đầu tiên tại giải quốc gia trong trận hòa 1–1 với VVV-Venlo. Dzsudzsák ghi pha kiến tạo đầu tiên vào ngày 23 tháng 1 năm 2008 trong trận thắng 3–1 trước Sparta Rotterdam. Anh còn nỗ lực ghi 5 bàn nữa trong mùa giải đầu tiên của mình, góp công giúp PSV đoạt danh hiệu vô địch Eredivisie.
Mùa giải 2008–09 chứng kiến một huấn luyện mới đến Huub Stevens. Dzsudzsák đã ghi một cú hat-trick trong chiến thắng 6–0 trước ADO Den Haag tại Sân vận động Philips vào ngày 5 tháng 2 năm 2009 trong khuôn khổ Eredivisie. Anh có tổng cộng 32 lần ra sân ở giải quốc gia trong mùa bóng đó, ghi 11 bàn thắng và 9 pha kiến tạo.

## Thống kê sự nghiệp

### Câu lạc bộ
Tính đến 9 tháng 12 năm 2017
| Câu lạc bộ         | Mùa                | Giải    | Giải      | Cúp     | Cúp       | Cúp châu Âu / châu Á | Cúp châu Âu / châu Á | Tổng cộng | Tổng cộng |
| Câu lạc bộ         | Mùa                | Số trận | Bàn thắng | Số trận | Bàn thắng | Số trận              | Bàn thắng            | Số trận   | Bàn thắng |
| ------------------ | ------------------ | ------- | --------- | ------- | --------- | -------------------- | -------------------- | --------- | --------- |
| Debrecen           | 2004–05            | 2       | 0         | 0       | 0         | 0                    | 0                    | 2         | 0         |
| Debrecen           | 2005–06            | 10      | 2         | 3       | 2         | 1                    | 0                    | 14        | 4         |
| Debrecen           | 2006–07            | 23      | 7         | 3       | 0         | 2                    | 0                    | 28        | 7         |
| Debrecen           | 2007–08            | 13      | 5         | 1       | 0         | 2                    | 0                    | 16        | 5         |
| Debrecen           | Tổng cộng          | 48      | 14        | 7       | 2         | 5                    | 0                    | 60        | 16        |
| PSV                | 2007–08            | 17      | 3         | 0       | 0         | 5                    | 0                    | 22        | 3         |
| PSV                | 2008–09            | 32      | 11        | 1       | 0         | 5                    | 0                    | 38        | 11        |
| PSV                | 2009–10            | 32      | 14        | 3       | 1         | 12                   | 2                    | 47        | 17        |
| PSV                | 2010–11            | 33      | 16        | 3       | 1         | 13                   | 7                    | 49        | 24        |
| PSV                | Tổng cộng          | 114     | 44        | 7       | 2         | 35                   | 9                    | 156       | 55        |
| Anzhi              | 2011–12            | 8       | 0         | 0       | 0         | –                    | –                    | 8         | 0         |
| Dynamo Moscow      | 2011–12            | 9       | 0         | 3       | 0         | –                    | –                    | 12        | 0         |
| Dynamo Moscow      | 2012–13            | 27      | 5         | 1       | 0         | 4                    | 0                    | 32        | 5         |
| Dynamo Moscow      | 2013–14            | 23      | 1         | 1       | 0         | 0                    | 0                    | 24        | 1         |
| Dynamo Moscow      | 2014–15            | 29      | 7         | 1       | 0         | 13                   | 0                    | 43        | 7         |
| Dynamo Moscow      | 2015–16            | 1       | 0         | 0       | 0         | 0                    | 0                    | 1         | 0         |
| Dynamo Moscow      | Tổng cộng          | 89      | 13        | 6       | 0         | 17                   | 0                    | 112       | 13        |
| Bursaspor          | 2015–16            | 23      | 3         | 2       | 1         | 0                    | 0                    | 25        | 4         |
| Al-Wahda           | 2016–17            | 23      | 7         | 0       | 0         | 7                    | 2                    | 30        | 9         |
| Al-Wahda           | 2017–18            | 19      | 6         | 0       | 0         | 5                    | 0                    | 24        | 6         |
| Al-Wahda           | Tổng cộng          | 42      | 13        | 0       | 0         | 12                   | 2                    | 54        | 15        |
| Al-Ittihad Kalba   | 2018–19            | 22      | 6         | 2       | 0         | –                    | –                    | 24        | 6         |
| Tổng kết sự nghiệp | Tổng kết sự nghiệp | 346     | 93        | 24      | 5         | 69                   | 11                   | 439       | 109       |

### Cấp đội tuyển
Tính đến 20 tháng 11 năm 2022.
| Tuyển quốc gia | Mùa       | Số trận | Số bàn thắng |
| -------------- | --------- | ------- | ------------ |
| Hungary        | 2007      | 7       | 0            |
| Hungary        | 2008      | 9       | 1            |
| Hungary        | 2009      | 8       | 0            |
| Hungary        | 2010      | 8       | 4            |
| Hungary        | 2011      | 9       | 2            |
| Hungary        | 2012      | 8       | 3            |
| Hungary        | 2013      | 9       | 4            |
| Hungary        | 2014      | 8       | 2            |
| Hungary        | 2015      | 9       | 1            |
| Hungary        | 2016      | 11      | 3            |
| Hungary        | 2017      | 7       | 1            |
| Hungary        | 2018      | 5       | 0            |
| Hungary        | 2019      | 10      | 0            |
| Hungary        | 2022      | 1       | 0            |
| Tổng cộng      | Tổng cộng | 109     | 21           |

### Bàn thắng cho đội tuyển
Tỉ số và kết quả liệt kê bàn thắng của Hungary trước.
| Dzsudzsák – các bàn thắng cho Hungary | Dzsudzsák – các bàn thắng cho Hungary | Dzsudzsák – các bàn thắng cho Hungary    | Dzsudzsák – các bàn thắng cho Hungary | Dzsudzsák – các bàn thắng cho Hungary | Dzsudzsák – các bàn thắng cho Hungary | Dzsudzsák – các bàn thắng cho Hungary        |
| #                                     | Ngày                                  | Nơi tổ chức                              | Đối thủ                               | Tỉ số                                 | Kết quả                               | Giải đấu                                     |
| ------------------------------------- | ------------------------------------- | ---------------------------------------- | ------------------------------------- | ------------------------------------- | ------------------------------------- | -------------------------------------------- |
| 1.                                    | 24 tháng 5 năm 2008                   | Puskás Ferenc Stadion, Budapest, Hungary | Hy Lạp                                | 1–1                                   | 3–2                                   | Giao hữu                                     |
| 2.                                    | 5 tháng 6 năm 2010                    | Amsterdam ArenA, Amsterdam, Netherlands  | Hà Lan                                | 1–0                                   | 1–6                                   | Giao hữu                                     |
| 3.                                    | 8 tháng 10 năm 2010                   | Puskás Ferenc Stadion, Budapest, Hungary | San Marino                            | 7–0                                   | 8–0                                   | Vòng loại giải vô địch bóng đá châu Âu 2012  |
| 4.                                    | 12 tháng 10 năm 2010                  | Sân vận động Olympic, Helsinki, Phần Lan | Phần Lan                              | 2–1                                   | 2–1                                   | Vòng loại giải vô địch bóng đá châu Âu 2012  |
| 5.                                    | 17 tháng 11 năm 2010                  | Sóstói Stadion, Székesfehérvár, Hungary  | Litva                                 | 2–0                                   | 2–0                                   | Giao hữu                                     |
| 6.                                    | 10 tháng 8 năm 2011                   | Puskás Ferenc Stadion, Budapest, Hungary | Iceland                               | 3–0                                   | 4–0                                   | Giao hữu                                     |
| 7.                                    | 11 tháng 11 năm 2011                  | Puskás Ferenc Stadion, Budapest, Hungary | Liechtenstein                         | 3–0                                   | 5–0                                   | Giao hữu                                     |
| 8.                                    | 1 tháng 6 năm 2012                    | Generali Arena, Praha, Cộng hòa Séc      | Cộng hòa Séc                          | 1–0                                   | 2–1                                   | Giao hữu                                     |
| 9.                                    | 15 tháng 8 năm 2012                   | Puskás Ferenc Stadion, Budapest, Hungary | Israel                                | 1–0                                   | 1–1                                   | Giao hữu                                     |
| 10.                                   | 11 tháng 9 năm 2012                   | Puskás Ferenc Stadion, Budapest, Hungary | Hà Lan                                | 1–1                                   | 1–4                                   | Vòng loại giải vô địch bóng đá thế giới 2014 |
| 11.                                   | 22 tháng 3 năm 2013                   | Puskás Ferenc Stadion, Budapest, Hungary | România                               | 2–1                                   | 2–2                                   | Vòng loại giải vô địch bóng đá thế giới 2014 |
| 12.                                   | 14 tháng 8 năm 2013                   | Puskás Ferenc Stadion, Budapest, Hungary | Cộng hòa Séc                          | 1–1                                   | 1–1                                   | Giao hữu                                     |
| 13.                                   | 10 tháng 9 năm 2013                   | Puskás Ferenc Stadion, Budapest, Hungary | Estonia                               | 5–1                                   | 5–1                                   | Vòng loại giải vô địch bóng đá thế giới 2014 |
| 14.                                   | 15 tháng 10 năm 2013                  | Amsterdam ArenA, Amsterdam, Hà Lan       | Hà Lan                                | 1–4                                   | 1–8                                   | Vòng loại giải vô địch bóng đá thế giới 2014 |
| 15.                                   | 22 tháng 5 năm 2014                   | Nagyerdei Stadion, Debrecen, Hungary     | Đan Mạch                              | 1–0                                   | 2–2                                   | Giao hữu                                     |
| 16.                                   | 11 tháng 10 năm 2014                  | Arena Națională, Bucharest, Romania      | România                               | 1–1                                   | 1–1                                   | Vòng loại giải vô địch bóng đá châu Âu 2016  |
| 17.                                   | 5 tháng 6 năm 2015                    | Nagyerdei Stadion, Debrecen, Hungary     | Litva                                 | 2–0                                   | 4–0                                   | Giao hữu                                     |
| 18.                                   | 26 tháng 3 năm 2016                   | Groupama Arena, Budapest, Hungary        | Croatia                               | 1–1                                   | 1–1                                   | Giao hữu                                     |
| 19.                                   | 22 tháng 6 năm 2016                   | Parc Olympique Lyonnais, Lyon, Pháp      | Bồ Đào Nha                            | 2–1                                   | 3–3                                   | Giải vô địch bóng đá châu Âu 2016            |
| 20.                                   | 22 tháng 6 năm 2016                   | Parc Olympique Lyonnais, Lyon, Pháp      | Bồ Đào Nha                            | 3–2                                   | 3–3                                   | Giải vô địch bóng đá châu Âu 2016            |
| 21.                                   | 31 tháng 8 năm 2017                   | Groupama Arena, Budapest, Hungary        | Latvia                                | 3–1                                   | 3–1                                   | Vòng loại giải vô địch bóng đá thế giới 2018 |

## Danh hiệu

### Câu lạc bộ
Debrecen
- Giải vô địch Hungary: 2004–05, 2005–06, 2006–07
- Cúp bóng đá Hungary: 2007–08
- Siêu cúp bóng đá Hungary: 2005, 2006, 2007

PSV
- Eredivisie: 2007–08
- Johan Cruijff Shield: 2008

Al Wahda
- Cúp chủ tịch UAE: 2016–17
- Cúp Liên đoàn UAE: 2017–18
- Siêu cúp bóng đá UAE: 2017, 2018

### Cá nhân
- Cầu thủ hay nhất năm của Liên đoàn bóng đá Hungary: 2010[12]
- Cầu thủ bóng đá Hungary của năm (Quả bóng vàng): 2010, 2014[13]
- Megyei Príma: 2015[14]

### Kỷ lục
- Nhiều kiến tạo nhất tại giải Eredivisie: 2009–10 (16 kiến tạo)[15]